# Malea Planum
Malea Planum est un haut plateau volcanique de la planète Mars situé dans les quadrangles de Noachis, d'Hellas et de Mare Australe, au sud-ouest du grand bassin d'impact d'Hellas Planitia. S'étendant sur 900 × 1 200 km, il est centré par 64,8° S et 65° E, limité au nord par Hellas Planitia, à l'ouest par Sisyphi Planum, au sud par Planum Australe et à l'est par Promethei Terra.

## Géographie et géologie
Il s'agit d'une région ancienne, légèrement postérieure à l'impact à l'origine du bassin d'Hellas, faisant à ce titre partie de l'unité géologique souvent appelée Circum-Hellas Volcanic Province (CHVP) en anglais. Quatre caldeiras sont encore discernables :
- Peneus Patera, de 134 km de diamètre, situé par 57,8° S et 52,5° E ;
- Amphitrites Patera, de 135 km de diamètre, situé par 58,7° S et 60,9° E ;
- Malea Patera, de 242 km de diamètre, situé par 63,4° S et 51,8° E ;
- Pityusa Patera, de 230 km de diamètre, situé par 66,8° S et 36,9° E.

La disposition de ces volcans semble plus ou moins alignée avec ceux d'Hesperia Planum (Hadriaca Patera et Tyrrhena Patera) et même d'Elysium Planitia (en l'occurrence, Elysium Mons), ce qui est remarquable compte tenu des distances entre toutes ces structures volcaniques. Il semble également que l'âge de ces régions soit globalement croissant d'est en ouest : la région de Pityusa Patera serait la plus ancienne, remontant à 3,8 milliards d'années, tandis que celle d'Amphitrites Patera serait postérieure de 200 millions d'années,, ce qui place l'activité volcanique de Malea Planum dans la première moitié de l'Hespérien ; à titre de comparaison, l'activité d'Hesperia Planum se situerait jusqu'à la seconde moitié de l'Amazonien, tandis que celle d'Elysium Planitia se serait prolongée encore plus tardivement.
Des formations bien plus récentes ont été caractérisées en bordure du bassin d'Hellas, en l'occurrence des dépressions festonnées (scalloped depressions en anglais) résultant semble-t-il de la sublimation de dépôts éoliens riches en glace d'eau datant de 2,1 millions d'années à peut-être à peine 400 000 ans.

### Articles liés
- Liste des plaines de Mars
- Géographie de la planète Mars
- Géologie de la planète Mars
- Échelle des temps géologiques martiens